# Samotrzask
Samotrzask (prononciation : [saˈmɔtʂask]) est un village de polonais, situé dans la gmina de Łochów de la Powiat de Węgrów et dans la voïvodie de Mazovie dans le centre-est de la Pologne.
Il se situe à environ 10 kilomètres au nord de Łochów, 33 kilomètres au nord-ouest de Węgrów et à 66 kilomètres au nord-est de Varsovie.
Le village a une population de 119 habitants en 2006.